# 77. østlige længdekreds
Den 77. østlige længdekreds (eller 77 grader østlig længde) er en længdekreds, der ligger 77 grader øst for nulmeridianen. Den løber gennem Ishavet, Asien, det Indiske Ocean, det Sydlige Ishav og Antarktis.